# Championnat d'Italie de rugby à XV 2001-2002
Navigation
Serie A1 2000-2001 Super 10 2002-2003
Le Championnat d'Italie de rugby à XV 2001-2002 oppose les dix meilleures équipes italiennes de rugby à XV. Le championnat débute en 2001 et se termine le 18 mai 2002. C'est la 1re édition du tournoi connu sous le nom de Super 10 : les équipes y participent sous la forme d'un championnat unique en matchs aller-retour. Les quatre premiers sont qualifiés pour les demi-finales et le dernier est relégué.
Le club de Viadana bat en finale l'Amatori & Calvisano sur le score de 19 à 12 et remporte son 1er titre. Le match se déroule au Stade Mario-Battaglini à Rovigo devant 6 350 spectateurs.

## Liste des équipes en compétition
En raison de la réduction du tournoi de douze à dix équipes pour cette saison, trois clubs ont été relégués en Championnat d'Italie de rugby à XV de 2e division : le Livorno Rugby SSD, l'Amatori San Donà et le Lyons Piacenza. Ils sont remplacés par la seule équipe de Bologne. Les dix équipes participant à la compétition sont :
| Calvisano L'Aquila Trévise Bologne Parme Padoue Rome Rovigo Viadana |

| Équipe              | Stade                       | Capacité | Ville     |
| ------------------- | --------------------------- | -------- | --------- |
| Amatori & Calvisano | Centro Sportivo San Michele | 3 500    | Calvisano |
| L'Aquila Rugby      | Stade Tommaso-Fattori       | 9 200    | L'Aquila  |
| Benetton Trévise    | Stadio Comunale di Monigo   | 6 700    | Trévise   |
| Bologna             | Stadio Arcoveggio           | 2 000    | Bologne   |
| Gran Parma          | Stade Sergio-Lanfranchi     | 3 600    | Parme     |
| Rugby Parme         | Stade Sergio-Lanfranchi     | 3 600    | Parme     |
| Petrarca Padoue     | Stadio Plebiscito           | 9 600    | Padoue    |
| Rugby Rome          | Stadio Tre Fontane          | 4 000    | Rome      |
| Rugby Rovigo        | Stade Mario-Battaglini      | 10 000   | Rovigo    |
| Rugby Viadana       | Stade Luigi-Zaffanella      | 6 000    | Viadana   |

## Résultats

### Phase régulière
| Rang | Club                 | J  | V  | N | D  | Bo | Bd | Pm  | Pe  | Diff | Pts |
| ---- | -------------------- | -- | -- | - | -- | -- | -- | --- | --- | ---- | --- |
| 1    | Rugby Viadana        | 18 | 13 | 0 | 5  | 6  | 0  | 512 | 326 | +186 | 61  |
| 2    | Petrarca Padoue      | 18 | 13 | 1 | 4  | 11 | 0  | 496 | 339 | +157 | 60  |
| 3    | Amatori & Calvisano  | 18 | 12 | 0 | 6  | 8  | 0  | 518 | 322 | +196 | 59  |
| 4    | Benetton Trévise (T) | 18 | 12 | 1 | 5  | 8  | 0  | 485 | 294 | +191 | 58  |
| 5    | Rugby Parma          | 18 | 11 | 1 | 6  | 8  | 0  | 471 | 362 | +109 | 54  |
| 6    | L'Aquila Rugby       | 18 | 7  | 0 | 11 | 9  | 0  | 419 | 505 | -86  | 37  |
| 7    | Rugby Rovigo         | 18 | 8  | 0 | 10 | 5  | 0  | 402 | 531 | -129 | 37  |
| 8    | SKG Gran Parma       | 18 | 6  | 1 | 11 | 7  | 0  | 376 | 453 | -77  | 33  |
| 9    | Rugby Rome           | 18 | 5  | 0 | 13 | 7  | 0  | 330 | 592 | -262 | 27  |
| 10   | Rugby Bologne (P)    | 18 | 1  | 0 | 17 | 7  | 0  | 340 | 625 | -285 | 11  |

|  | Qualifiés la coupe d'Europe 2002-2003 et pour les demi-finales (no 1, no 2)      |
|  | Qualifiés pour le Challenge européen 2002-2003 et les demi-finales (no 3, no 4). |
|  | Relégué (no 10)                                                                  |
|  | T : tenant du titre 2001 ; P : promu 2001                                        |

Attribution des points : victoire : 4, match nul : 2, défaite : 0, ; plus les bonus (offensif : 4 essais marqués ; défensif : défaite par 7 points d'écart ou moins).

### Phase finale

#### Tableau
|  | Demi-finales        | Demi-finales        |         |          | Finale                                        | Finale                                        |
|  | Demi-finales        | Demi-finales        |         |          | Finale                                        | Finale                                        |
|  |                     |                     |         |          |                                               |                                               |
|  | 2002                | 2002                |         |          | 18 mai 2002 au Stade Mario-Battaglini, Rovigo | 18 mai 2002 au Stade Mario-Battaglini, Rovigo |
|  | 2002                | 2002                |         |          | 18 mai 2002 au Stade Mario-Battaglini, Rovigo | 18 mai 2002 au Stade Mario-Battaglini, Rovigo |
|  | Arix Viadana        | 6 \| 31             |         |          | 18 mai 2002 au Stade Mario-Battaglini, Rovigo | 18 mai 2002 au Stade Mario-Battaglini, Rovigo |
|  | Arix Viadana        | 6 \| 31             |         |          | 18 mai 2002 au Stade Mario-Battaglini, Rovigo | 18 mai 2002 au Stade Mario-Battaglini, Rovigo |
|  | Benetton Trévise    | 29 \| 14            |         |          | 18 mai 2002 au Stade Mario-Battaglini, Rovigo | 18 mai 2002 au Stade Mario-Battaglini, Rovigo |
|  | Benetton Trévise    | 29 \| 14            | Viadana | 19       |                                               |                                               |
|  | 2002                |                     | Viadana | 19       |                                               |                                               |
|  |                     | Amatori & Calvisano | 12      |          |                                               |                                               |
|  | Amatori & Calvisano | Amatori & Calvisano | 12      | 26 \| 24 |                                               |                                               |
|  | Amatori & Calvisano |                     |         | 26 \| 24 |                                               |                                               |
|  | Petrarca Padoue     | 11 \| 10            |         |          |                                               |                                               |
|  | Petrarca Padoue     | 11 \| 10            |         |          |                                               |                                               |

#### Finale
| 18 mai 2002 | Viadana | 19 – 12 | Amatori & Calvisano | Stade Mario-Battaglini, Rovigo 6 350 spectateurs Arbitre : Mancini |
| 18 mai 2002 |         |         |                     | Stade Mario-Battaglini, Rovigo 6 350 spectateurs Arbitre : Mancini |
| 18 mai 2002 |         |         |                     | Stade Mario-Battaglini, Rovigo 6 350 spectateurs Arbitre : Mancini |

## Vainqueur
| Entraîneur | Entraîneur             | Franco Bernini               |
| Avants     | Pilier                 | Livrieri                     |
| Avants     | Talonneur              |                              |
| Avants     | Deuxième ligne         | Anversa, Santiago Dellapè    |
| Avants     | Troisième ligne aile   | Avigni, Bezzi, Aaron Persico |
| Avants     | Troisième ligne centre |                              |
| Arrières   | Demi de mêlée          | Vigna                        |
| Arrières   | Demi d'ouverture       | Steyn                        |
| Arrières   | Centre                 | Pickering, Spina             |
| Arrières   | Ailier                 | Zanchi                       |
| Arrières   | Arrière                | Bettati, Pedrazzi            |